# Vicki Berlin
Vicki Berlin Tarp (født Vicki Jensen 16. november 1977 i Helsingør) er en dansk skuespiller. Hun har medvirket i en række tv-serier og revyer.

## Karriere
Hun gennemgik den 3 årige skuespilleruddannelse på Holbergs Film + Teaterskole 1999-2001. I 2002 begyndte hun på standup. Dette år fik hun tredjepladsen ved DM i stand-up-comedy.
I 2004 kom hun med på P3's satirehold Tjenesten. I efteråret 2004 medvirkede hun som skuespiller og satireforfatter på 40 programmer af Gintbergs store aften på TV 2 Zulu. Og i 2007 debuterede hun med Tjenesten på DR2 med programmet Tjenesten – nu på TV, hvor hun og kollegaen Michael "MC" Christiansen skrev og spillede sig igennem ti afsnit. Anden sæson af Tjenesten – nu på TV blev sendt fra november 2007.
Hun har ligeledes medvirket i musicalen Atlantis og Omar skal giftes, og hun skrev manuskriptet til DR's juleshow i Operaen 2006, lige som hun medvirkede i tv-programmet Vild med Dans i 2007, hvor hun blev nummer to.
Vicki Berlin var fra 23. februar 2009 og til julen 2009 en af de tre værter på Nova Morgen radioholdet på Nova FM, som desuden bestod af Søren Malling og Dennis Ravn.
Berlin har spillet med i flere revyer, blandt andet i Bornholmerrevyen i 2008-2010 samt Nykøbing F. Revyen i 2011 sammen med Tom Jensen, Thomas Mørk, Ann Hjort og Flemming Krøll. I 2011 modtog hun "Årets Dirch", i Cirkusrevyens telt på Bakken.[kilde mangler]
I 2014 medvirkede hun i Cirkusrevyen hvor hun bemærket med en tekst hun selv havde skrevet og blev karakteriseret som "i det hele taget et frisk pust i revyen" af Berlingskes anmelder.

## Privat
Det var planen, at hun skulle giftes med sin kæreste Christian Munk i sommeren 2008, men det blev aflyst, da de to valgte at holde en pause i forholdet.

## Filmografi
- Anja og Viktor - i medgang og modgang (2008) – Producer
- Hemmeligheder (2009, kortiflm)
- Triangle of Sadness (2022) - Paula

### Tv-serier
- Forbrydelsen, afsnit 16, (2007) – TV-speaker (stemme)
- Sommer, afsnit 16 (2008) – Receptionist
- Lærkevej, afsnit 7 (2009) – Lene
- Carmen og Colombo (2011) – Gitte
- Sleep In (2000)

### Revy
- Bornholmerrevyen: 2008, 2009, 2010
- Nykøbing F. Revyen 2011, 2012
- Aalborg Vinterrevy: 2012, 2013, 2014, 2015, 2016
- Rottefælden: 2013
- Cirkusrevyen: 2014
- Nykøbing F. Revyen: 2015
- Odense Sommerrevy: 2016, 2017, 2018, 2019, 2021

### Show
- City Singler: Sko, håb & kærlighed (2010)
- Når Katten er ude... Comedieteatret (2011)
- Grease, Tivolis Koncertsal (2012)
- Tjener for to, Betty Nansen Teatret (2013)
- Grease, Tivolis Koncertsal (2014)

- Mord på Skackholm Slot, Comedieteatret (2015)
- Den Eneste Ene, Musical Silkeborg (2015)
- Cirkus Psyshow, Amfiteatret (2016)
- Rundt på gulvet (2016)